# Flugplatz Þingeyri

i8
i11
i13
Der Flugplatz Þingeyri (isländisch Þingeyrarflugvöllur, IATA-Code: TEY, ICAO-Code: BITE)  liegt in den Westfjorden von Island.
Er liegt in der Gemeinde Ísafjarðarbær etwa 3 km westlich der Stadt Þingeyri und ist über Svalvogavegur  zu erreichen.
Der Flugplatz wurde im Jahr 2005 ausgebaut, dabei wurde die Landebahn von 980 auf 1084 m verlängert.
Im Winter 2013 war der Flugplatz wegen Schäden auf der Start- und Landebahn zeitweise gesperrt.
Der Flugplatz dient auch als Ausweichflughafen für Ísafjörður.
Da der Flugplatz nur wenig gebraucht wird, denkt man über einen Verkauf nach. (Stand: Februar 2023)